# Comuna Huta-Eațkovețka, Dunaiivți
Huta-Eațkovețka (în ucraineană Гута-Яцьковецька) este o comună în raionul Dunaiivți, regiunea Hmelnîțkîi, Ucraina, formată din satele Huta-Blîșceanivska, Huta-Eațkovețka (reședința), Iațkivți, Ksaverivka și Mlakî.

## Demografie
Componența lingvistică a comunei Huta-Eațkovețka
     Ucraineană (99,78%)
     Alte limbi (0,11%)
Conform recensământului din 2001, majoritatea populației comunei Huta-Eațkovețka era vorbitoare de ucraineană (99,78%), existând în minoritate și vorbitori de alte limbi.